# 楊承駿
楊承駿（1988年11月4日—），原名楊宏仲，有「麟洛王」的外號，為臺灣臺東縣人，於2014年季中選秀為義大犀牛以第十輪選入，事實上亦為全聯盟於該次選秀會中之最後一指名。曾中華職棒富邦悍將內野手，主要和陳凱倫、林瑋恩、森旭、張定揚、黃智培、陽冠威、李宗賢等人分享三壘防區。
胞弟楊岱均自2016年起成為Lamigo桃猿隊內野手，近期加練三壘以爭取上場機會，身為長兄的楊承駿時常提供其三壘防守經驗。

## 經歷
- 臺東縣臺東市新生國小少棒隊
- 台東縣新生國中青少棒隊
- 高雄市三民高中青棒隊
- 台灣體院、台灣體育大學台中校區（富邦公牛）棒球隊
- 中華職棒興農二軍借將（2009年、2010年）
- 崇越科技棒球隊（2011年6月～8月）
- 國訓棒球隊（2011年9月～2012年10月）
- 台中威達棒球隊（2012年10月～2014年7月3日），並參與爆米花夏季聯盟賽事至離隊
- 中華職棒義大犀牛、富邦悍將隊（2014年7月4日～2017）

## 職棒生涯成績
| 年度 | 球隊     | 出賽 | 打數 | 安打 | 全壘打 | 打點 | 盜壘 | 四死 | 三振 | 壘打數 | 雙殺打 | 打擊率 | 上壘率 | 長打率 | OPS   |
| ---- | -------- | ---- | ---- | ---- | ------ | ---- | ---- | ---- | ---- | ------ | ------ | ------ | ------ | ------ | ----- |
| 2015 | 義大犀牛 | 12   | 29   | 7    | 0      | 2    | 0    | 4    | 10   | 8      | 0      | 0.241  | 0.324  | 0.276  | 0.600 |
| 2016 | 義大犀牛 | 38   | 76   | 17   | 3      | 15   | 1    | 5    | 28   | 28     | 6      | 0.224  | 0.272  | 0.368  | 0.640 |
| 2017 | 富邦悍將 | 18   | 46   | 10   | 0      | 4    | 0    | 5    | 11   | 13     | 2      | 0.217  | 0.288  | 0.283  | 0.571 |
| 合計 | 3年      | 68   | 151  | 34   | 3      | 21   | 1    | 14   | 49   | 49     | 8      | 0.225  | 0.287  | 0.325  | 0.612 |

## 特殊事蹟
- 2015年4月3日於桃園球場對戰Lamigo桃猿隊，由王溢正手中擊出個人職棒一軍生涯首支安打，當日三打數三安打，加上一次四壞球保送，技驚四座。
- 2016年4月17日於澄清湖棒球場對戰統一7-ELEVEn獅隊，由江辰晏手中擊出三分打點全壘打，為個人職棒一軍生涯首轟[4]。

## 外部連結
- 楊承駿在台灣棒球維基館上的頁面（繁體中文）
- 球員資訊和成績在中華職棒官網（中文）
- 楊承駿的Facebook專頁